# Kārlis Vērdiņš
Kārlis Vērdiņš (ur. 28 lipca 1979 w Rydze) – łotewski poeta, krytyk i tłumacz.

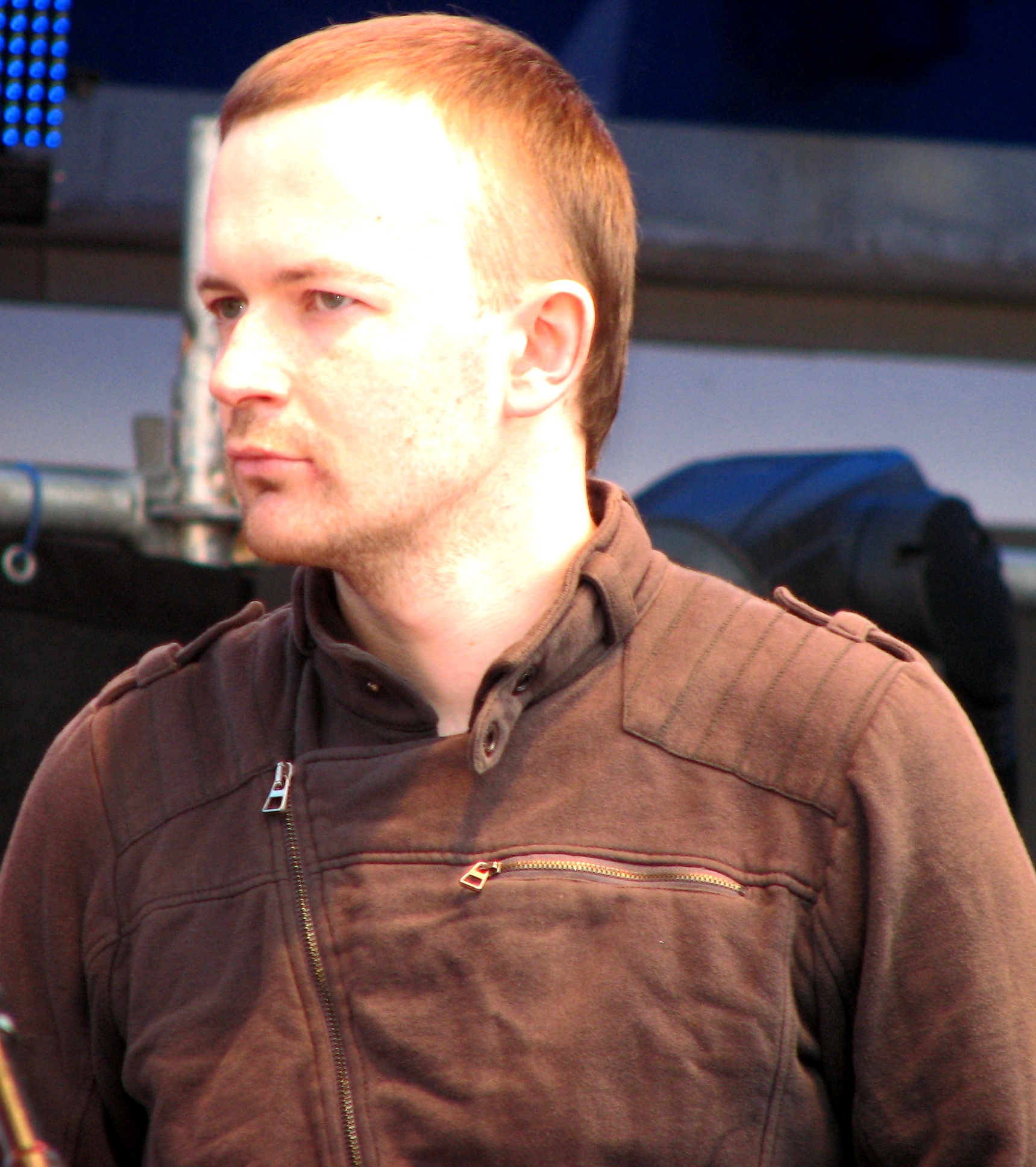
Kārlis Vērdiņš (2010)

Jest absolwentem wydziału kulturoznawstwa na Łotewskiej Akademii Kultury. W 2004 rozpoczął pisanie pracy doktorskiej, której tematem jest łotewska proza poetycka. Miejscem obrony będzie Uniwersytet Łotwy w Rydze. Twórczość Vērdiņša jest często publikowana w łotewskiej prasie, należą do niej eseje i recenzje literackie. Ponadto jest autorem tłumaczeń poezji amerykańskiej, angielskiej i w mniejszym stopniu pochodzącej z innych krajów Europy. Przez kilka lat zajmował stanowisko redaktora Encyklopedii Łotewskiej. Od 1997 tworzy wiersze, do 2010 ukazały dwa tomiki zawierające jego utwory. Utwory z tych tomików zostały przetłumaczone na 16 języków i zamieszczone m.in. w wydanej w 2004 antologii młodych poetów Europy Centralnej i Wschodniej zatytułowanej "A Fine Line". W Polsce w 2009 nakładem wrocławskiego Biura Literackiego ukazał się wybór prozy poetyckiej z lat 1999-2008 w przekładzie Jacka Dehnela pod wspólnym tytułem „Niosłem Ci kanapeczkę”.